# Red Deer
Red Deer – miasto w Kanadzie, w prowincji Alberta, nad rzeką Red Deer. Leży przy linii kolejowej łączącej Calgary z Edmonton. Jest największym miastem Alberty po Calgary i stołecznym Edmonton.
Nazwa miasta w języku angielskim oznacza jelenia szlachetnego.
Założycielem i pierwszym burmistrzem miasta był pochodzący z Nowej Szkocji Leonard Gaetz (1841-1907). Na jego cześć główna ulica miasta została nazwana Gaetz Avenue.
Liczba mieszkańców Red Deer wynosi 82 772. Język angielski jest językiem ojczystym dla 89,2%, francuski dla 1,5% mieszkańców (2006).
W mieście rozwinął się przemysł mleczarski.

## Sport
- Red Deer Rebels – klub hokejowy